# Щеглов, Василий Дмитриевич
Василий Дмитриевич Щеглов (9 апреля 1940, село Меловашка, Кременский район, Ворошиловградская область, УССР — 16 июля 1973, Московская область) — лётчик-истребитель, космонавт-испытатель Центра подготовки космонавтов имени Ю. А. Гагарина (3-й набор ВВС), майор в отставке. Опыта космических полётов не имел.

## Биография

### Образование
Родился 9 апреля 1940 года в селе Меловашка, Кременского района Ворошиловградской области (ныне — Луганская область, Украина). Учился в средней школе № 2 в городе Лисичанск Ворошиловградской области. Окончив школу в 1957 году, поступил в Ейское высшее военное училище лётчиков (ЕВВАУЛ) и окончил его в 1963 году.

### Воинская служба
С 26 декабря 1963 года служил летчиком 940 авиационного полка истребителей-бомбардировщиков (АПИБ), 1 Гвардейской авиационной дивизии (АДИБ), 26 воздушной армии (ВА) Белорусского военного округа (БВО).

### Космическая подготовка
Пройдя медицинскую комиссию в Центральном военном научно-исследовательском авиационном госпитале в 1965 году, 18 октября 1965 года Мандатная комиссия одобрила его кандидатура, а 23 октября он был рекомендован к зачислению в отряд космонавтов в составе 3-го набора. 28 октября 1965 года был назначен на должность слушателя-космонавта 1 отряда Центра подготовки космонавтов имени Ю. А. Гагарина (ЦПК ВВС).
С ноября 1965 по декабрь 1967 года проходил общекосмическую подготовку. Затем сдав экзамены, 30 декабря 1967 года был назначен на должность космонавта 2-го отряда.
С 1968 по 1972 год проходил подготовку в составе группы космонавтов по программе «Алмаз», но 18 октября 1972 года по состоянию здоровья был отчислен из отряда космонавтов и уволен в отставку из ВС СССР.

## Награды
- Медаль «В ознаменование 100-летия со дня рождения Владимира Ильича Ленина»;
- Медаль «За безупречную службу» I степени;
- Медаль «За безупречную службу» II степени;
- Медаль «За безупречную службу» III степени.

## Воинское звание
- Лейтенант (22.10.1963);
- Старший лейтенант (05.03.1966);
- Капитан (19.03.1968);
- Майор (03.02.1971), с 18.10.1972 — в отставке.

## Смерть
Умер 16 июня 1973 года в связи с тяжёлой болезнью. Похоронен на Гребенском кладбище.